# Kremitzaue
Kremitzaue er en kommune i landkreis Elbe-Elster i den tyske delstat Brandenburg og tilhører Amt Schlieben med sæde i byen Schlieben.